# Ignacio Canuto
Ignacio Canuto (ur. 20 lutego 1986 w Santa Fe) – argentyński piłkarz, grający na pozycji obrońcy w meksykańskiej drużynie Club León.

## Kariera

### Klubowa
Ignacio Canuto jest wychowankiem Unión Santa Fe, gdzie w pierwszej drużynie występował od roku 2004. W sumie rozegrał tu 60 spotkań, w których strzelił 2 bramki. W międzyczasie był wypożyczony do Ben Hur Rafaela, gdzie grał w 6 meczach i nie zdobył bramki. Od 2008 roku do 2010 roku występował w barwach Argentinos Juniors Buenos Aires. Następnie odszedł do Maccabi Hajfa.

### Reprezentacyjna
W reprezentacji Argentyny zadebiutował 20 maja 2009 roku, w meczu przeciwko Panamie. Pierwszą bramkę strzelił 10 lutego 2010 roku, w wygranym meczu z Jamajką 2:1.